# Fukuisaurus
Fukuisaurus (que significa "lagarto Fukui") é um gênero de dinossauro herbívoro que viveu durante o Cretáceo. Foi um iguanodonte que viveu onde é hoje o Japão. Foram descobertos em 1990, em Katsuyama, Fukui, em rochas da Formação Kitadani. A espécie-tipo, Fukuisaurus tetoriensis, foi descrita em 2003 por Yoshitsugu Yoichi Kobayashi e Azuma. Os fósseis consistem de um crânio. Fukuisaurus foi semelhante ao Iguanodon, Ouranosaurus e Altirhinus. Tinha 4,7 metros de comprimento, 2 metros de altura e pesava 300 a 500 kg. Era rápido e ágil.